# Tông sắc
Tông sắc của giáo hoàng là một văn bản chính thức của giáo hoàng, với mục đích thiết lập một dòng tu, làm rõ một học thuyết, phê chuẩn các văn kiện khác, thành lập một trường đại học, triệu tập một công đồng, tuyên bố một năm hồng phúc (Năm Thánh) hay một tuyên bố tương tự.

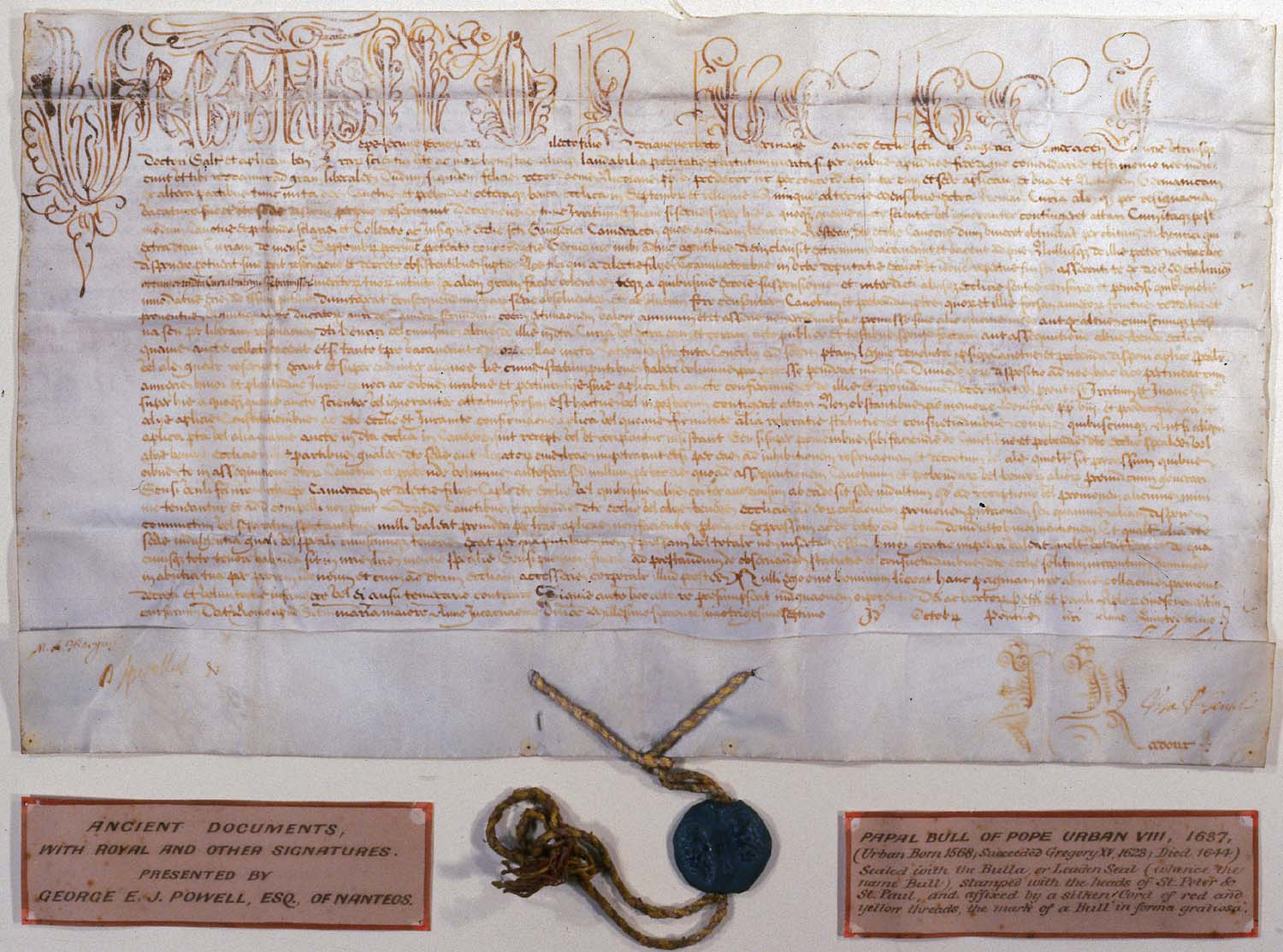
Tông sắc của Giáo hoàng Urbanô VIII năm 1637, niêm phong bằng một con dấu bằng chì

Trong tiếng Anh, tông sắc được định nghĩa bởi thuật ngữ bull. Thuật ngữ này nhằm đề cập đến con dấu chì, bulla, được đính kèm với tài liệu để chứng thực một tông sắc. Con dấu này miêu tả các Thánh tông đồ là Thánh Phêrô và Thánh Phaolô đi kèm với tên của vị Giáo hoàng kí tên, nhấn mạnh đến thẩm quyền Giáo hoàng.